# Akashi Shiganosuke
Akashi Shiganosuke (明石 志賀之助?; Utsunomiya, 1600 – 1649) è stato un lottatore di sumo giapponese.
Considerato il primo yokozuna della storia, si tratta di una figura leggendaria, la cui stessa esistenza storica è discussa e controversa.

## Biografia
Nacque a Utsunomiya, nella prefettura di Tochigi attorno al 1600, figlio di Yamanouchi Shuzen, un samurai al servizio di Sumaura Rinemon.
Secondo il folclore locale, pare sia divenuto una star all'istante dopo un torneo a Yotsuya nel 1634, dopo il quale gli venne dato il titolo di Hinoshita Kaisan (termine buddista che indica un uomo di eccezionale potenza) da Iemitsu, il terzo Shogun.
Verso il 1800, con il passare degli anni, la sua fama di rikishi era divenuta leggendaria, al punto che, quando nel 1900 fu compilata la prima lista di yokozuna, il suo nome venne posto in cima alla stessa, prima di due campioni che dominarono nel periodo Edo, Ayagawa Goroji e Maruyama Gondazaemon. Ciò nonostante, Tanikaze fu il primo a ricevere una licenza Yokozuna e ad eseguire il Yokozuna Ring-iri e per questo motivo è spesso considerato come il primo yokozuna "reale".

## Dati fisici
Secondo le fonti a Shiganosuke è stata attribuita un'altezza di 253 centimetri e un peso di 340 chili. Ciò lo renderebbe il lottatore di sumo più alto e pesante di tutti i tempi.